# 豐源圳

豐源圳為一座位於臺灣臺東縣鹿野鄉以及關山鎮的灌溉水圳系統，該水圳因經由加典暗渠後進入鹿野鄉瑞和村（舊名瑞豐），終於鹿野鄉瑞隆村（舊名瑞源），因此以當時地名命名為豐源圳。目前由臺東農田水利會關山工作站進行管理與維護。

## 沿革

### 起源
鹿野鄉瑞和村（舊名瑞豐），瑞隆村（舊名瑞源）一帶舊稱為大原地區，日治時期開始，當地即有部分漢族人遷移至此開墾荒地，因此當時大原地區即有客家、福佬、原住民等族群混合分佈。
然而當時大原地區屬於石礫地，除了靠近卑南溪河岸居民自行開鑿的小水圳附近有水田外，多數居民僅能種植旱作物。

### 計畫
戰後初期，當時臺灣省政府農復會組長史道美前往大原地區視察，建議該地可以利用里壟湧水圳上的關山水力發電所每秒6立方公尺發電尾水來供應豐源圳之灌溉，但因當時該區尚屬於關山大圳的灌溉區，以及當時針對該區域的水文資料欠缺，使得豐源圳建設計劃擱置。

### 興建
西元1953年到1954年間（民國42年到民國43年間），大原地區發生嚴重乾旱，當地民眾嘗試在該地向下挖了深約100公尺的深井，卻依舊沒有水，因此，當地遂有開鑿水圳的提議。爾後當地居民彭相增以及徐平南等民眾率先發起開鑿水圳之工程，經大原地區全體居民同意以每戶男丁無酬勞義務協助工程以及自備開鑿器具，並且，由女眷負責炊事支援後勤工作，甚至有當地原住民也加入圳道開鑿的工程行列，是為豐源圳之始。

### 完工
豐源圳工程於1955年（民國44年）6月8日開始，圳道引水自關山鎮月眉里，附加上關山大排（紅石溪）之尾水，並利用暗渠通過加拿溪與加典溪來到瑞豐村，耗時9個月，第一期工程於1956年（民國45年）3月7日完工通水，當時第一期工程總共完成7公里多的圳道，總灌溉面積約300公頃，並且，開設圳道所挖掘之總土量46000立方公尺，總工程派遣人次達20000人次，進水口每秒引水量2立方公尺。
然而初始豐源圳工程僅以傳統人力及簡易工具挖掘，再加上，時任台東縣縣長的吳金玉，在豐源圳開工之時，僅指派兩名工程師協助鑿圳，並無經費補助，因此，當時豐源圳只要每逢大雨、颱風，部份渠道就非常容易遭到土石埋沒坍塌，當地居民只得一面搶修圳道一面耕耘作物。

### 撥交
1959年（民國48年）後，因還處於民營階段的豐源圳管理單位人力財力組織結構貧乏無章，無力支撐，因此豐源圳轉交由台東農田水利會接收並管理。台東農田水利會接收後，進行一連串改善工程，使得豐源圳主幹長度8866公尺，擁有13條支線，總灌溉面積669公頃，並且提供每年兩期稻作的豐沛水量。

## 設施

### 進水口
豐源圳進水口設置於卑南溪左岸關山堤防椿號2K370（2.370公里）處。進水口孔徑寬1.5公尺，高1.66公尺，進水量4.500C.M.S.。

### 導水設施
豐源圳有主幹線一條，總長9984.96公尺，最大輸水容量為5.189C.M.S.，支線13條，排水路3條，其中，第三排水路最大輸水容量為1.5C.M.S.。
| 支線編號 | 圳路長度（公尺） |
| -------- | ---------------- |
| 1        | 1639.81          |
| 2        | 814.58           |
| 3        | 1822.67          |
| 4        | 223.98           |
| 5        | 287.60           |
| 6        | 805.57           |
| 7        | 1102.74          |
| 8        | 1017.80          |
| 9        | 3363.29          |
| 10       | 2858.16          |
| 11       | 2354.05          |
| 12       | 577.29           |
| 13       | 356.48           |

## 改善工程
豐源圳因早期圳路設施老舊，因此，自1977年（民國66年）起圳路改為乾砌塊石（混凝土填縫），惟年代久遠容易坍塌並滲漏嚴重，影響灌溉甚鉅。台東農田水利會即擬定計畫分年分期予以改善，自民國88年起至民國92年止，分年編列預算辦理更新。
| 施工年度 | 工程名稱                       | 工程內容                                                          | 工程金額           |
| -------- | ------------------------------ | ----------------------------------------------------------------- | ------------------ |
| 88       | 豐源圳幹線改善工程（第一期）   | 混凝土內面工512M,暗渠工5.5M,紐澤西護欄512M,管理道路544M           | 新台幣7,572,000元  |
| 89       | 豐源圳幹線改善工程(第二期)     | 暗渠工66M, U型混凝土內面工228M,給水門2座,石籠工2587M3,溢流工1處   | 新台幣7,843,935元  |
| 90       | 豐源圳幹線系統改善工程(第三期) | 管理路652M,紐澤西護欄433M,暗渠工12M,農路橋3橋                     | 新台幣3,828,778元  |
| 90       | 豐源圳幹線改善工程(第四期)     | 暗渠工264M,制水門1座                                              | 新台幣6,213,229元  |
| 91       | 豐源圳幹線導水路工程           | 暗渠工90M                                                         | 新台幣943,150元    |
| 91       | 豐源圳幹線改善工程(第五期)     | 暗渠工78M,紐澤西護欄200M, 混凝土內面工112M,管理道路700M,排水門3門 | 新台幣 6,209,850元 |
| 92       | 豐源圳幹線改善工程(第六期)     | 混凝土內面工385M,紐澤西護欄377M,版橋2座,管理道路385M,緣石護欄370M | 新台幣8,705,000元  |
| 總計     |                                |                                                                   | 新台幣41,315,942元 |

## 水之祭
水之祭為為感念先人開圳辛勞，以及豐源圳所賜予的財富及生命而舉辦，最初於2003年由鹿野鄉公所舉辦，第二次則是在2011年由瑞源、瑞隆、瑞和三個村聯合舉辦。

## 周遭景點
- 鹿野高台
- 二層坪水橋
- 新良濕地
- 武陵綠色隧道
- 關山親水公園
- 電光泥火山

## 資料來源
1. ↑  .   [2015-02-01]. （原始内容存档于2014-12-24）.
2. 1 2 3 4 5  .   [2015-02-01]. （原始内容存档于2015-04-02）.
3. ↑  .   [2014-10-03]. （原始内容存档于2015-04-02）.
4. 1 2 3  .   [2015-02-01]. （原始内容存档于2016-03-04）.
5. ↑  .   [1990年]. （原始内容存档于2015-02-05）.
6. 1 2  .   [2015-02-09]. （原始内容存档于2015-02-09）.
7. 1 2 3 4 5 6 7 8  .   [2015-02-01]. （原始内容存档于2015-02-02）.
8. ↑  .   [2015-02-01]. （原始内容存档于2019-08-27）.